# Lehmers problem
Inom matematiken är Lehmers problem, uppkallad efter D. H. Lehmer, ett problem som frågar om det finns något sammansatt tal n så att φ(n) delar n − 1. Det här är sant för alla primtal, och Lehmer förmodade 1932 att primtalen är de enda lösningarna: han bevisade att om ett sådant n finns måste det vara udda, kvadratfritt och delbar med åtminstone sju primtal (det vill säga  ω(n) ≥  7).

## Properties
- Cohen och Hagis bevisade 1980 att n > 1020 och att ω(n) ≥  14.[1]
- Hagis bevisade 1988 att om 3 delar n är n > 101937042 and ω(n) ≥  298848.[2]
- Antalet lösningar på problemet mindre än X är {\displaystyle O\left({X^{1/2}(\log X)^{3/4}}\right)}.[3]